# Tani Jun

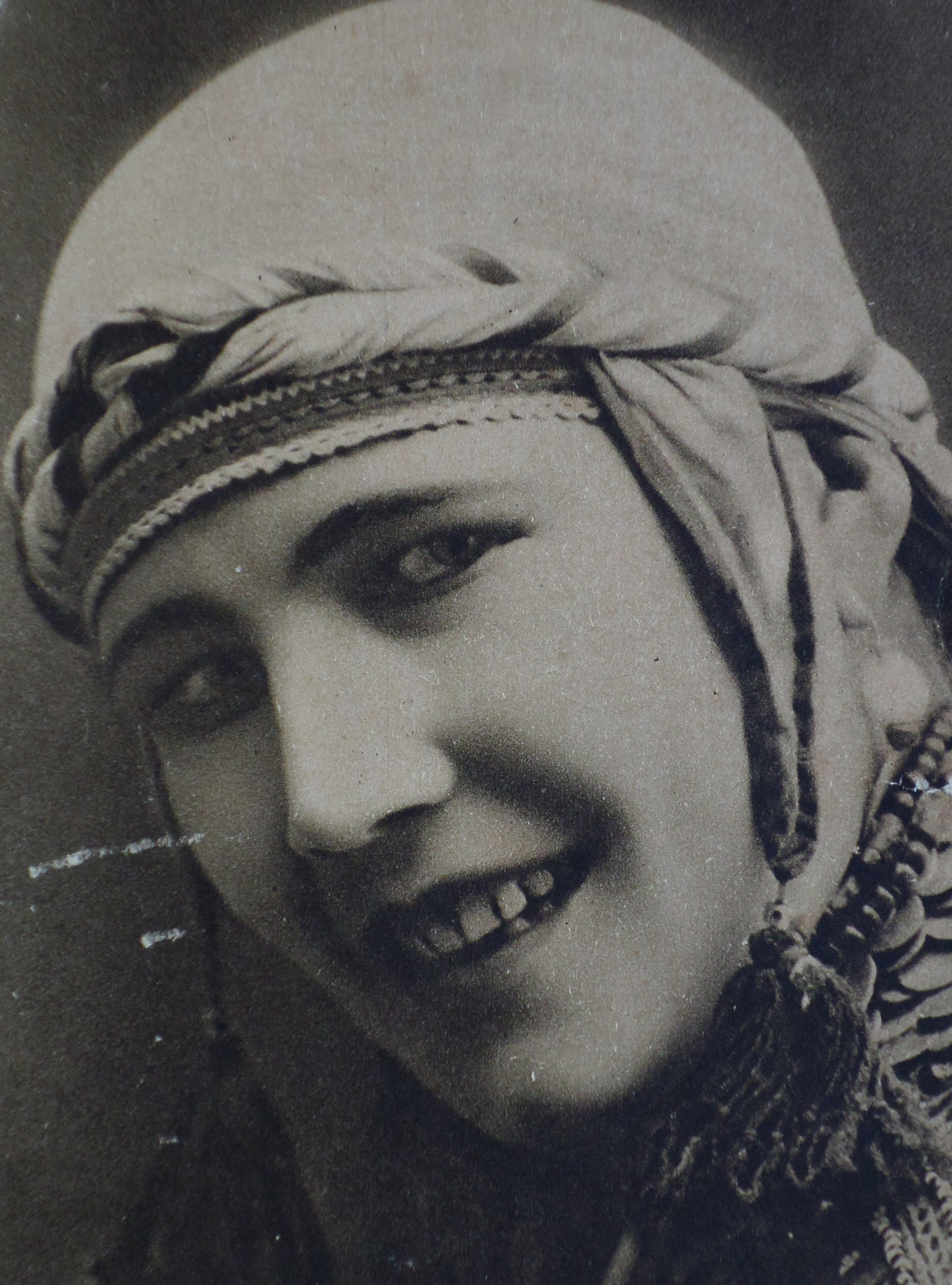
Tani Jun

Tani Jun, wahrer Name Tatjana Stepanowna Maximowa-Koschinskaja, geboren Buraschnikowa, (russisch Тани Юн, Татьяна Степановна Максимова-Кошкинская, Бурашникова; * 15. Januarjul. / 28. Januar 1903greg. in Tscherbai, Ujesd Jadrin, Gouvernement Kasan; † 6. Oktober 1977 in Tscheboksary, Tschuwaschische ASSR) war eine sowjetische Theater-  und Filmschauspielerin, Übersetzerin und Schriftstellerin tschuwaschischer Herkunft.

## Leben
Nach dem Schulabschluss in Jadrin besuchte Jun, Tochter eines Kulaken, die Militärsportschule in Moskau mit Abschluss 1922. Darauf arbeitete sie als Sportinstrukteurin in Tscheboksary.
Die Ausbildung zur Schauspielerin absolvierte Jun im Studio am Tschuwaschischen Theater Tscheboksary mit Abschluss 1924. Als erste tschuwaschische Filmschauspielerin übernahm sie Rollen in den ersten Filmen des Filmstudios Tschuwaschkino und arbeitete dann im Tschuwaschischen Theater Tscheboksary.
Jun heiratete den tschuwaschischen Schauspieler und Regisseur des Tschuwaschischen Theaters und des Tschuwaschkino Ioakim Maximow-Koschkinski (1893–1975) und lebte abwechselnd in Tscheboksary und Moskau. Ihre Tochter Isida (1930–1963) heiratete den Dichter Pjotr Gradow (1925–2003).
Ab 1935 übersetzte Jun ins Tschuwaschische Werke Alexander Ostrowskis, Tichon Sjomuschkins, Lew Kassils, Theodore Dreisers und anderer. Mit ihrem Mann schrieb sie einige Theaterstücke.
Nach der Verhaftung Maximow-Koschkinskis am 15. Juni 1937 infolge eines Konflikts mit der tscheboksaryer Schauspielerin Uljana Timofejewa und deren Aussagen während des Großen Terrors wurde Jun auf Initiative des Direktors des Tscheboksyryer Theaters entlassen, auf Veranlassung des Staatsanwalts der Tschuwaschischen ASSR am 1. Oktober 1937 verhaftet und am 5. Dezember von der NKWD-Trpoika der Tschuwaschischen ASSR wegen konterrevolutionärer Tätigkeit zu 8 Jahren Lagerhaft im Karlag verurteilt. Der längere Prozess gegen ihren Mann mit zwei Verurteilungen und Urteilsaufhebungen wurde schließlich am 17. Mai 1940 aufgrund fehlender Beweise eingestellt, zumal Timofejewa ihre Aussagen widerrufen hatte. Juns Verurteilung war im Januar 1940 aufgehoben worden, worauf sie freigelassen und wieder als Schauspielerin am Tschuwaschischen Theater eingestellt wurde.
Allerdings hatte Jun keine Freude mehr an der Arbeit in Tscheboksary und zog mit ihrem Mann nach Moskau, wo sie nach der Rehabilitierung eine Wohnung bekamen und ihr Mann eine Rolle in einem Film Mark Donskois bekam. Nach Beginn des Deutschen Angriffskriegs gegen die Sowjetunion wurden sie nach Tscheboksary evakuiert, wo sie als Schauspieler arbeiteten und bis 1945 blieben.
Ab 1957 war Jun Mitglied des Schriftstellerverbands der UdSSR. Nach dem Tod ihrer Tochter durch einen Autounfall erzog sie ihre Enkelkinder. Ihr Buch mit ihren Erinnerungen und einem bitteren Vorwort erschien 1977.

## Ehrungen, Preise
- Ehrenurkunde des Oblast-Komitees der KPdSU und des Ministerrats der Tschuwaschischen ASSR (1973)